# Tacna (departement)

Regionens läge i Peru

Tacna är ett av 24 departement i Peru och är också det som ligger längst ner i söder. Huvudort är staden Tacna.
Tacna ockuperades av militära styrkor från grannlandet Chile som ett resultat av Stillahavskrigen. Tacna återgick under peruanskt styre 1929 och är i dag känt för att vara ett av de mest patriotiska områdena i landet.

## Geografi
Departementet gränsar till Stilla Havet i väst, till Moquegua i norr, till Puno i nordöst, till det bolivianska departementet La Paz i öster, och till den chilenska regionen Tarapacá i söder. Gränsen mellan Tacna och Chile är känd som La Línea de la Concordia (="fredsgränsen").
Tacna är beläget nedanför Titicacaplatån, och har en varierad geografi, som innefattar vulkaner, öknar och bergszoner, från vilka floder rinner upp och sedan korsar högslätterna och platån. Departementet är litet till ytan, men har goda resurser för gruvindustri och jordbruk. Klimatet är varierat och produktionen är mångsidig.

## Administrativ indelning

Karta över departementet Tacna med dess provinser.

Tacna är indelat i fyra provinser, som tillsammans består av 26 distrikt.
Provinserna, med huvudorterna inom parentes, är:
- Candarave (Candarave)
- Jorge Basadre (Locumba)
- Tacna (Tacna)
- Tarata (Tarata)